# Кариярви
Ка́рия́рви (Кари-ярви; фин. Karijärvi) — озеро на территории Лоймольского сельского поселения Суоярвского района Республики Карелия.

## Общие сведения
Площадь озера — 0,6 км². Располагается на высоте 78,0 метров над уровнем моря.
Форма озера продолговатая: вытянуто с северо-запада на юго-восток. Берега каменисто-песчаные, возвышенные.
В северо-западную оконечность озера втекает река Лоймоланйоки, вытекая через узкую протоку в юго-восточной стороне.
На севере озера расположен остров Катискасаари (фин. Katiskasaari). С юго-восточной стороны озера расположен другой более крупный остров Маркинсаари (фин. Markinsaari), оставляя для течения лишь два узких пролива, с выходом в озёра Ораваярви и, соответственно, Кайтаярви.
Вдоль юго-западной стороны озера проходит грунтовая дорога местного значения без наименования.
Населённые пункты возле озера отсутствуют. Ближайший — деревня Кясняселькя — расположен в 13,5 км к югу от озера.
Название озера переводится с финского языка как «отмельное озеро».
Код объекта в государственном водном реестре — 01040300211102000014183.

## Панорама

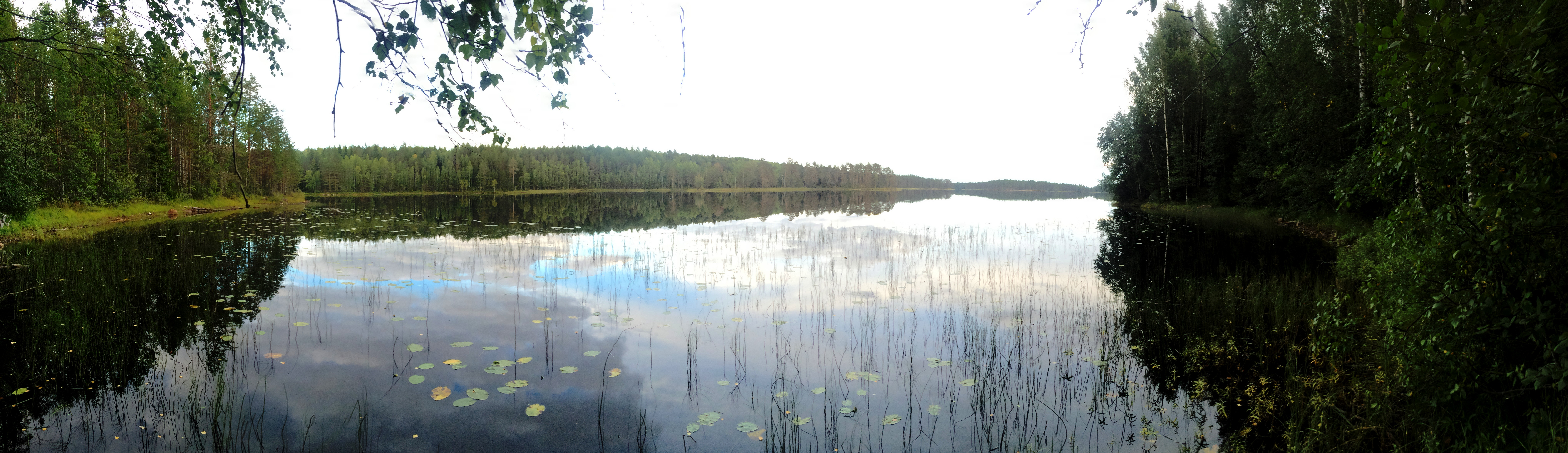
Панорама